# Freaks Out
Freaks Out ist ein Spielfilm von Gabriele Mainetti aus dem Jahr 2021. Der Fantasyfilm ist zur Zeit des Zweiten Weltkriegs in Rom angesiedelt und handelt von vier Schaustellern (dargestellt von Claudio Santamaria, Aurora Giovinazzo, Pietro Castellitto und Giancarlo Martini), die versuchen, sich gegen die deutsche Besatzungsmacht zu erwehren.
Im Jahr seiner Veröffentlichung wurde die italienisch-belgische Koproduktion im Wettbewerb der 78. Internationalen Filmfestspiele von Venedig uraufgeführt.

## Handlung
Rom, im Jahr 1943: Die junge Tänzerin Matilde, der Albino und Zauberer Cencio, der Wolfsmensch Fulvio und der Zwerg Mario leben im Zirkus des Besitzers und ihres mutmaßlichen Vaters Israel. Die vier „Zirkusfreaks“ sind sich wie Geschwister zugetan. Eines Tages verschwindet Israel spurlos, als er nach einer Fluchtmöglichkeit für die Gruppe nach Übersee sucht. Es ist unklar, ob er auf der Flucht in der von der deutschen Wehrmacht besetzten Stadt oder von den Nazis selbst gefangen genommen wurde. Matilde, Cencio, Fulvio und Mario bleiben allein in Rom zurück und verlieren ihr Zuhause. Gleichzeitig werden sie von jemandem beobachtet, der seine eigenen Pläne mit ihnen verfolgt. Dies könnte das Schicksal der vier sowie den Lauf der Geschichte gravierend verändern.

## Hintergrund

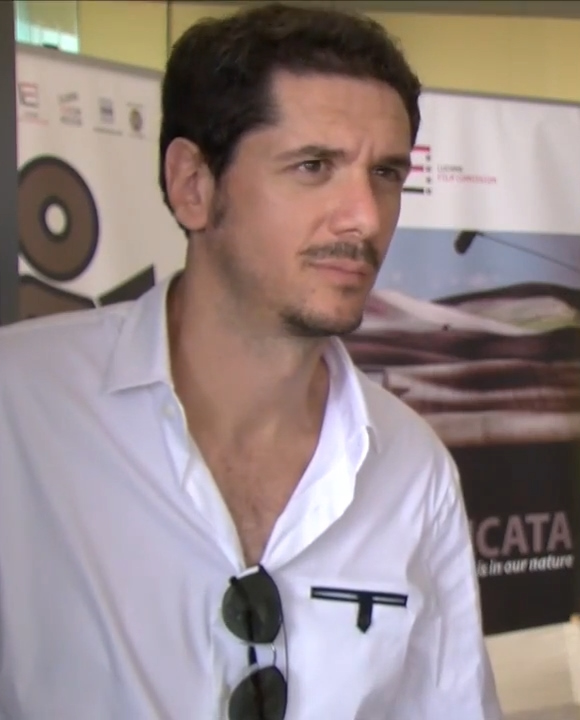
Gabriele Mainetti (2017)

Freaks Out ist der zweite Spielfilm des italienischen Regisseurs und Filmproduzenten Gabriele Mainetti, für den er auch am Drehbuch und der Filmmusik mitwirkte. Co-Autor Nicola Guaglianone, der bereits zuvor mit Mainetti an dessen erfolgreichem Spielfilmdebüt Sie nannten ihn Jeeg Robot (2015) mitgearbeitet hatte, präsentierte ihm für seine zweite Kinoarbeit sieben Geschichten, von denen jene zu Freaks Out bereits um die Entwicklung der ersten Figuren abgeschlossen war. Beide entschieden sich erst im Nachgang, die Geschichte während des Zweiten Weltkriegs spielen zu lassen. Guaglianone beschrieb den Film als „eine Art Der Zauberer von Oz, der auf Guardians of the Galaxy“ trifft sowie als „Coming-of-Age-Film über ein 14-jähriges Mädchen in einem dunklen historischen Moment“. Er habe alle seine Lieblingsthemen unterbringen können, darunter „die Beziehung zu Andersartigen sowie die Imagination als Flucht vor der Realität“. Mainetti selbst nannte den Film „eine Abenteuergeschichte, einen Bildungsroman und nicht zuletzt eine Reflexion über Diversität“.
Mainetti verpflichtete für eine der Hauptrollen erneut Claudio Santamaria. Auch arbeitete er nach Sie nannten ihn Jeeg Robot wieder mit Filmkomponist Michele Braga sowie Kameramann Michele D’Attanasio zusammen. Der Film wurde von Mainettis Produktionsfirma Goon Films in Zusammenarbeit mit Andrea Occhipinti (Lucky Red), Rai Cinema und der belgischen Gap Finders produziert. Die Produktionskosten wurden mit 12 Mio. Euro angegeben.

## Veröffentlichung
Der Film wurde am 8. September 2021 beim 78. Filmfestival von Venedig uraufgeführt. Ein Kinostart in Italien erfolgte am 28. Oktober 2021.

## Auszeichnungen
Für Freaks Out erhielt Gabriele Mainetti seine erste Einladung in den Wettbewerb um den Goldenen Löwen, den Hauptpreis des Filmfestivals.
Für seine Leistung in Freaks Out und Luzifer wurde Franz Rogowski im Fantastic Fest Competition (Austin, Texas) als Best Actor ausgezeichnet.